# Texas Instruments
Texas Instruments, познат као TI, је америчка компанија са седиштем у Даласу, САД, позната по развоју и комерцијализацији полупроводника и рачунарске технологије. TI је 4. произвођач полупроводника у свету после Intel-а, Samsung-а и Toshiba-е, 2. произвођач чипова за мобилне телефоне, после Qualcomm-а, и 1. произођач дигиталног сигнал процесора и аналогних полупроводника.
У пролеће 1986, компанија је била 13. фирма која је регистровала свој интернет домен, . 2010, компанија је била 223. на листи најуспешнијих америчких компанија.